# 凯克
凯克，是匈牙利索博尔奇-索特马尔-贝拉格州所辖的一个村。总面积22.05平方公里，总人口1932，人口密度87.6人/平方公里（2011年1月1日）。